# Mammifère venimeux
Un mammifère venimeux est un animal de la classe des mammifères qui produit du venin pour tuer ou immobiliser ses proies, ou pour se défendre.
Dans la faune actuelle, les mammifères venimeux sont assez rares. Le venin est plus commun chez les autres vertébrés : il existe beaucoup plus d'espèces de reptiles venimeux (comme les serpents), des poissons (comme le poisson-pierre), quelques oiseaux tels que certaines espèces du genre Pitohui.

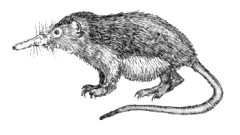
Solenodon de Cuba

Les mammifères venimeux pourraient avoir été plus communs par le passé. Des canines vieilles de 60 millions d'années provenant de deux espèces semblables aux musaraignes Bisonalveus browni et un autre mammifère non identifié, présentent des fentes que certains paléontologues ont interprété comme signe d'une morsure venimeuse. Pourtant, d'autres scientifiques ont mis en cause cette conclusion objectant que de nombreux mammifères actuels non venimeux (beaucoup de primates, les coatis et les renards volants) présentent également des fentes profondes aux canines, suggérant que ce trait n'est pas toujours la marque d'une adaptation à l'expulsion de venin.
Pour expliquer la rareté du venin chez les mammifères actuels, Mark Dufton, de l'université de Strathclyde à Glasgow, a suggéré qu'ils n'ont pas besoin de venin car ils sont assez intelligents et efficaces pour tuer rapidement avec leurs dents ou leurs griffes, alors que le venin, quelle que soit sa sophistication, prend un certain temps pour immobiliser la proie.

## Inventaire

### Monotrèmes

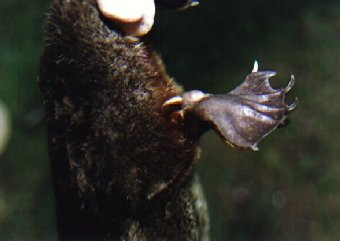
L'aiguillon du calcanéus de la patte postérieure d'un ornithorynque mâle est employé pour inoculer du venin.

- Ornithorynque (Ornithorhynchus anatinus) : les mâles portent un aiguillon sur leurs pattes arrière. Les échidnés et les autres mammifères ovipares portent des aiguillons mais pas de glandes à venin fonctionnelles.

### Placentaires

#### Primates
- Loris grêle (Loris tardigradus) : il empoisonne sa salive à l'aide d'une glande à toxine située sur ses pattes antérieures.

#### Soricomorphes
- Crossope aquatique (Neomys fodiens) : capable de morsures venimeuses.
- Grande musaraigne à queue courte (Blarina brevicauda) : capable de morsures venimeuses.
- Solénodonte de Cuba (Solenodon cubanus) et l'Almiqui paradoxal (Solenodon paradoxus) : les Solénodontes ressemblent à de très grosses musaraignes. Leur morsure à tous deux est venimeuse ; le poison est excrété à partir de glandes salivaires modifiées via des canaux à l'intérieur de leurs secondes incisives inférieures.
- Musaraignes d'Amérique (Blarina carolinensis et Blarina hylophaga (en)) : morsure venimeuse probable.
- Taupe d'Europe (Talpa europaea) : La salive de la Taupe européenne et, vraisemblablement, celle d'autres espèces de taupes[1] contiennent des toxines paralysant les vers de terre, ce qui permet à ces animaux de constituer une réserve de nourriture[2].